# Spanyol férfi vízilabda-válogatott
A spanyol vízilabda-válogatott Spanyolország nemzeti csapata, amelyet a Spanyol Királyi Vízilabda-szövetség (spanyolul: Real Federación Española de Natación) irányít.
Egyszeres olimpiai- és Európa-bajnok, valamint  négyszeres világbajnok válogatott. Mind e mellett több alkalommal végeztek a dobogó második illetve harmadik fokán a különböző világversenyeken.

## Jelenlegi keret
A válogatott kerete a 2018-as Európa-bajnokságra.
| #                                                  | Név                       | Kor                            | Poszt  | Magasság | Súly   | Klub            | Vál./Gól |
| -------------------------------------------------- | ------------------------- | ------------------------------ | ------ | -------- | ------ | --------------- | -------- |
| 1                                                  | Daniel López              | 1980. július 16. (45 éves)     | Kapus  | 1,91 m   | 90 kg  | CNA Barceloneta | /        |
| 2                                                  | Alberto Munarriz          | 1994. május 19. (31 éves)      | Bekk   | 1,97 m   | 105 kg | CNA Barceloneta | /        |
| 3                                                  | Álvaro Granados           | 1998. október 8. (26 éves)     |        | 1,90 m   | 86 kg  | CNA Barceloneta | /        |
| 4                                                  | Miguel del Toro Domínguez | 1993. augusztus 16. (31 éves)  | Center | 2,03 m   | 110 kg | CE Mediterrani  | /        |
| 5                                                  | Marc Minguell             | 1985. január 14. (40 éves)     |        | 1,88 m   | 94 kg  | CE Mediterrani  | /        |
| 6                                                  | Marc Larumbe              | 1994. május 30. (31 éves)      |        | 1,98 m   | 92 kg  | CNA Barceloneta | /        |
| 7                                                  | Sergi Cabanas             | 1996. február 10. (29 éves)    | Bekk   | 1,90 m   | 88 kg  | CN Sabadell     | /        |
| 8                                                  | Francisco Fernández       | 1986. június 21. (39 éves)     | Szélső | 1,85 m   | 83 kg  | CNA Barceloneta | /        |
| 9                                                  | Roger Tahull              | 1997. május 11. (28 éves)      | Center | 1,95 m   | 104 kg | CNA Barceloneta | /        |
| 10                                                 | Felipe Perrone            | 1986. február 27. (39 éves)    |        | 1,82 m   | 87 kg  | CNA Barceloneta | /        |
| 11                                                 | Blai Mallarach            | 1987. augusztus 21. (37 éves)  |        | 1,87 m   | 87 kg  | CNA Barceloneta | /        |
| 12                                                 | Alejandro Bustos          | 1997. március 17. (28 éves)    | Bekk   | 1,92 m   | 105 kg | CNA Barceloneta | /        |
| 13                                                 | Eduardo Lorrio            | 1993. szeptember 25. (31 éves) | Kapus  | 1,93 m   | 85 kg  | CN Barcelona    | /        |
| Szövetségi kapitány: David Martín Lozano (41 éves) |                           |                                |        |          |        |                 |          |

## Eredmények

### Olimpiai játékok
- 1900 – Nem vett részt
- 1904 – Nem vett részt
- 1908 – Nem vett részt
- 1912 – Nem vett részt
- 1920 – 9. hely
- 1924 – 8. hely
- 1928 – Nyolcaddöntő
- 1932 – Nem vett részt
- 1936 – Nem vett részt
- 1948 – 8. hely
- 1952 – 8. hely
- 1956 – Nem vett részt
- 1960 – Nem vett részt
- 1964 – Nem vett részt
- 1968 – 9. hely
- 1972 – 10. hely
- 1976 – Nem vett részt
- 1980 – 4. hely
- 1984 – 4. hely
- 1988 – 6. hely
- 1992 –  Ezüst
- 1996 –  Arany
- 2000 – 4. hely
- 2004 – 6. hely
- 2008 – 5. hely
- 2012 – 6. hely
- 2016 – 7. hely
- 2020 – 4. hely
- 2024 − 6. hely

### Világbajnokság
- 1973 – 10. hely
- 1975 – 10. hely
- 1978 – 11. hely
- 1982 – 8. hely
- 1986 – 5. hely
- 1991 – Ezüstérmes
- 1994 – Ezüstérmes
- 1998 – Aranyérmes
- 2001 – Aranyérmes
- 2003 – 5. hely
- 2005 – 5. hely
- 2007 – Bronzérmes
- 2009 – Ezüstérmes
- 2011 – 5. hely
- 2013 – 5. hely
- 2015 – nem jutott ki
- 2017 – 9. hely
- 2019 – Ezüstérmes
- 2022 – Aranyérmes
- 2023 – Bronzérmes
- 2024 – Bronzérmes
- 2025 – Aranyérmes

### Világkupa
- 1979 – Nem vett részt
- 1981 – 5. hely
- 1983 – 5. hely
- 1985 – Bronzérmes
- 1987 – 6. hely
- 1989 – 4. hely
- 1991 – Bronzérmes
- 1993 – Nem vett részt
- 1995 – 5. hely
- 1997 – 6. hely
- 1999 – Bronzérmes
- 2002 – 6. hely
- 2006 – Bronzérmes
- 2010 – Bronzérmes

### Világliga
- 2002 –  Ezüst
- 2003 – Nem vett részt
- 2004 – 5. hely
- 2005 – Elődöntő
- 2006 – Ezüstérmes
- 2007 – Elődöntő
- 2008 – 5. hely
- 2009 – selejtező
- 2010 – 6. hely
- 2011 – selejtező
- 2012 – Ezüstérmes
- 2013 –selejtező
- 2014 –Nem vett részt

### Európa-bajnokság
| - 1926: - 1927: - 1931: - 1934: - 1938: - 1947: - 1950: - 1954: - 1958: - 1962: - 1966: - 1970: - 1974: - 1977: - 1981: - 1983: Bronzérmes - 1985: - 1987: | - 1989: - 1991: Ezüstérmes - 1993: Bronzérmes - 1995 – 5. hely - 1997 – 5. hely - 1999 – 6. hely - 2001 – 6. hely - 2003 – 5. hely - 2006 – Bronzérmes - 2008 – 7. hely - 2010 – 8. hely - 2012 – 7. hely - 2014 – 7. hely - 2016 – 5. hely - 2018: Ezüstérmes - 2020: Ezüstérmes - 2022: Bronzérmes |

### Mediterrán játékok
- 2001 –  Arany
- 2005 –  Arany
- 2009 –  Ezüst